# Fritz Neuland
Fritz Neuland (* 30. Januar 1889 in Bayreuth; † 4. November 1969 in München) war ein jüdischer deutscher Rechtsanwalt aus München. 

## Leben
Neulands Eltern waren der Bayreuther Geschäftsmann Salomon „Sali“ Neuland und dessen Ehefrau Albertine (geb. Lehmann). Zwischen 1899 und 1908 besuchte er die Volksschule und das Humanistische Gymnasium in Bayreuth. Von 1908 bis 1912 studierte Neuland Jura an der Universität München und legte 1912 dort die 1. Staatsprüfung ab. Danach leistete er Vorbereitungsdienst beim Amtsgericht und Landgericht Bayreuth sowie beim Bezirksamt Erding. 1914 wurde er zum Kriegsdienst einberufen.
Nachdem Neuland als Soldat am Ersten Weltkrieg teilgenommen hatte – er fiel daher nach der Machtergreifung der Nationalsozialisten 1933 unter das Frontkämpferprivileg –, absolvierte er 1919 nach anwaltschaftlichem Vorbereitungsdienst die 2. Staatsprüfung. In jenem Jahr wurde er zur Rechtsanwaltskammer München zugelassen. In den 1920er Jahren hatte er in München eine gemeinsame Anwaltskanzlei mit dem späteren bayerischen Ministerpräsidenten Wilhelm Hoegner. Neuland heiratete seine Freundin Margarethe, die vor der Hochzeit zum Judentum übertrat. Sie gebar im Oktober 1932 die gemeinsame Tochter Charlotte, die spätere Präsidentin der Israelitischen Kultusgemeinde München und Oberbayern Charlotte Knobloch. Unter dem Druck der Gestapo verließ Margarete 1936 die Familie; Charlotte kam in die Obhut ihrer Großmutter Albertine, die nach dem Tod ihres Mannes Samuel 1939 zu ihrem Sohn Fritz nach München zog. Dieser versuchte vergeblich, seine Mutter zu retten, als sie im Juli 1942 den Deportationsbefehl erhielt. Sie verhungerte im Januar 1944 im Ghetto Theresienstadt. Kreszentia Hummel, eine ehemalige Hausangestellte ihres Onkels, rettete Charlotte vor der Deportation, indem sie das Mädchen im Sommer 1942 auf dem Bauernhof ihrer Eltern im mittelfränkischen Arberg aufnahm und es als eigenes uneheliches Kind ausgab.
Im Jahr 1938 zwangen ihn die Behörden, den Vornamen „Siegfried“ anzunehmen; die Zulassung als Anwalt wurde ihm entzogen, von Februar 1939 an hatte er als Rechtskonsulent nur noch das Vertretungsrecht für Juden. Ab 1942 leistete er Zwangsarbeit in einem Rüstungsbetrieb, wo er 1944 wegen Krankheit entlassen wurde. Anfang 1945 tauchte er unter und versteckte sich bei Freunden. Nach dem Ende des „Dritten Reichs“ holte er seine Tochter ab und kehrte mit ihr nach München zurück.
Nach dem Ende des Zweiten Weltkriegs erreichte er 1945 die Wiederzulassung als Rechtsanwalt. Er kehrte nach München zurück und gründete am 19. Juli 1945 die Israelitische Kultusgemeinde (IKG) neu. Der bekannte Kinderarzt Julius Spanier wurde zum Präsidenten, Neuland zum ersten Vizepräsidenten gewählt. 1951 wurde Neuland selbst Präsident der Israelitischen Kultusgemeinde in München und übte dieses Amt bis 1969 aus. Von 1953 bis 1957 war er zudem Vorsitzender des Landesausschusses des Landesverbands der Israelitischen Kultusgemeinden in Bayern, von 1951 bis zu seinem Tod 1969 Mitglied des Bayerischen Senats. Am 15. Dezember 1959 wurde er mit dem Bayerischen Verdienstorden ausgezeichnet.
Neuland war ein begeisterter Musiker, der Kontrabass und Klavier spielte. Als begeisterter Wagnerianer besuchte er regelmäßig die Aufführungen im Bayreuther Festspielhaus. Er starb am 4. November 1969 in München.